# Ахмед Тевфик паша
Ахмед Тевфик Окдай (на турски: Ahmed Tevfik Okday) по-известен като Ахмед Тефвик паша е последният велик везир на Османската империя. На три пъти велик везир на империята. По произход е кримски татарин от семейството на изселилия се в Ямболското Кабиле – Исмаил Хакъ паша, чифликчия.

## Биография
Бащата на Ахмед Тевфик – Исмаил Хакъ паша (1796-1876) по времето на Априлското въстание е управител на Ямбол и като такъв спасява българското население от клане и опожаряване на българския квартал на града Каргона. Гробът на бащата на османския велик везир е на входа на ямболската Ески джамия, белязан от три малки колонки с метална оградка. Майката на Ахмед Тевфик – Гюлшина е дъщеря на кримския хан Ахмед Герай. Има брат – Рифат (или Рифаат).
Ахмед Тевфик започва кариерата си като османски пълномощен министър в три от балканските столици: Цетине (Княжество Черна гора), Белград (Кралство Сърбия) и Атина (Кралство Гърция), а по-късно и в главните градове на Германската и Руската империи – Берлин и Санкт Петербург, след което до 31 януари 1909 г. е външен министър на Османската империя. На поста външен министър го замества брат му. 
От 1 април 1909 г. е за първи път велик везир на Османската империя, обаче младотурската революция го сваля и изпраща като посланик в Лондон, метрополията на Британската империя. Предходно при първото премиерстване на Ахмед Тевфик паша е подписан веднага след встъпването му за първи път в длъжност „велик везир“ на 6 април 1909 г. – българо-турския протокол, с който Османската империя официално признава обявената на 22 септември 1908 г. от въздигналия се в цар Фердинанд Сакскобургготски във Велико Търново – независимост на България. От османска страна подписът в протокола полага брат му Рифаат.
Ахмед Тевфик остава османски посланик в Лондон до началото на Първата световна война (1914-1918). При едно негово пребиваване в Цариград през 1913 г. Ахмед Тевфик и брат му Рифаат са помолени по ямболска линия от архимандрит Паисий Пастирев, който е председател на Цариградската българска църковна община и чийто родители след Освобождението са закупили имоти в Ямбол от наследниците на Исмаил Хакъ паша – да съдействат за започване на мирни преговори между България и Османската империя, тъй като империята победителка в Междусъюзническата война от 1913 г., около месец бави преговорите. В крайна сметка на 16 септември 1913 г. е подписан Цариградския мирен договор между България и Османската империя.